# 保税港区
保税港区是在港口作业区和与之相连的特定区域内，具有国际中转、国际采购、国际配送、国际转口贸易、商品展示、出口加工、口岸等功能的特殊经济区。保税港区享受保税区、出口加工区、保税物流园区、港区的政策。
中国大陆的第一个保税港区是2005年6月经国务院批准设立的上海洋山保税港区。 天津东疆保税港区是中国大陸目前面积最大的保税港区。
此外还有大连大窑湾保税港区、海南洋浦保税港区、宁波梅山保税港区、广西钦州保税港区、厦门海沧保税港区、福州保税港区、青島前灣保稅港區、深圳前海灣保稅港區、广州南沙保税港区、重庆寸滩保税港区、张家港保税港区和煙臺保稅港區。

### 引用
1. ↑  .   [2010-11-23]. （原始内容存档于2016-08-07）.